# Heliotropium biannulatum
Heliotropium biannulatum är en strävbladig växtart som beskrevs av Aleksandr Andrejevitj Bunge. Heliotropium biannulatum ingår i Heliotropsläktet som ingår i familjen strävbladiga växter. Inga underarter finns listade i Catalogue of Life.